# Comité olympique du Suriname
Le Comité olympique du Suriname (en néerlandais Surinaams Olympisch Comité, en anglais Suriname Olympic Committee, code CIO SUR) est le comité national olympique du Suriname, fondé en 1959 et reconnu la même année par le Comité international olympique.

## Historique
En 1960, le Suriname participe à ses premiers jeux olympiques en envoyant l'athlète Wim Esajas (nl) pour l'épreuve du 800 mètres mais du fait d'une erreur de Fred Glans (secrétaire général du comité olympique du Suriname), Esajas ne se présente pas à l'épreuve : Glans l'a informé que ses qualifications étaient déplacées dans l'après-midi, or cela n'est pas le cas.
Le Suriname n'a jamais participé aux jeux olympiques d'hiver.
Depuis 2017, le secrétaire général du comité est Dennis Mac Donald.

## Présidents du Comité olympique du Suriname
| Periode     | Présidents                    |
| ----------- | ----------------------------- |
| 1959-1961   | Sam Salomons                  |
| 1961-1969   | Otto R.G. Vervuurt            |
| 1969-1971   | Paul J. Kappel                |
| 1971-1998   | Dr. Baltus F.J. Oostburg (nl) |
| 1998-2001   | Desi Bouterse                 |
| 2002-2013   | Gerhard van Dijk              |
| 2014 - 2017 | Guno van der Jagt             |
| Depuis 2017 | Ramon Tjon A Fat (nl)         |

## Fédérations membres
En 2010, 17 fédérations sportives sont affiliées au comité olympique :
- Fédération surinamaise d'athlétisme (en)
- Fédération surinamaise de Badminton (nl)
- Fédération du Suriname de basket-ball
- Fédération surinamaise de boxe (nl)
- Fédération surinamaise de judo (nl)
- Fédération surinamaise de karaté (nl)
- Fédération surinamaise des échecs (nl)
- Fédération surinamaise de tir (nl)
- Fédération surinamaise de Taekwondo (nl)
- Fédération surinamaise de tennis de table (nl)
- Fédération surinamaise de tennis (nl)
- Union surinamaise de triathlon (nl)
- Fédération du Suriname de football
- Fédération surinamaise de Volleyball (nl)
- Union surinamaise de cyclisme (nl)
- Fédération surinamaise de lutte (nl)
- Fédération surinamaise de natation (nl)